# Acanthocnema albibarba
Acanthocnema albibarba är en tvåvingeart som först beskrevs av Friedrich Hermann Loew 1870.  Acanthocnema albibarba ingår i släktet Acanthocnema och familjen kolvflugor.
Artens utbredningsområde är New York. Inga underarter finns listade i Catalogue of Life.